# Cornelius (honderdman)

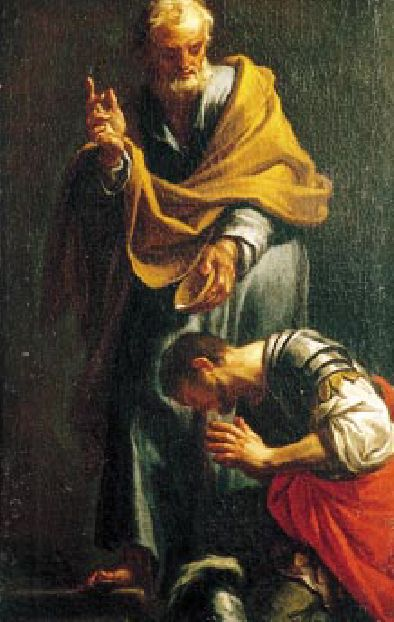
Petrus doopt Cornelius - Francesco Trevisani, 1709

Cornelius (Grieks: Κορνήλιος, Kornélios) was volgens Handelingen van de apostelen in het Nieuwe Testament van de Bijbel een Romeinse honderdman (centurio) in Caesarea Maritima. Hij wordt beschouwd als een van de eerste niet-joden die zich als christen liet dopen. Als hij een historisch figuur was, zou hij deel hebben kunnen uitmaken van de Gens Cornelia, een van de belangrijkste patricische gentes te Rome.

## Verhaal
Het verhaal over Cornelius speelt zich enige tijd na Pinksteren af, nadat de vroege kerk in Jeruzalem was gesticht en al een paar duizend Joodse leden had (Handelingen 2:41).
De Bijbel beschrijft Cornelius en zijn familie als godvruchtig en liefdadig (Handelingen 10:2). Blijkbaar had hij dit oordeel ook van de Joden om hem heen (Handelingen 10:22). Volgens het Bijbelse verhaal werd hij opgewacht door een engel die hem vroeg de apostel Petrus bij zich te laten brengen om een boodschap van hem te horen (Handelingen 10:22,33).
Petrus was er door een visioen van overtuigd dat de boodschap van redding ook geldt voor de heidenen (Handelingen 10:9-16). Tot dan toe was hij ervan uitgegaan dat het alleen voor de joden gold (vergelijk Matteüs 15:24). Petrus liet zich vervolgens door bedienden naar het huis van Cornelius leiden. Cornelius wierp zich eerbiedig voor Petrus neer, maar Petrus hielp hem overeind (Handelingen 10:25-26).
Terwijl Petrus sprak, viel de Heilige Geest op allen die luisterden (Handelingen 10:34). Dat dit ook met niet-joden gebeurde, komt als een grote verrassing voor Petrus en zijn joodse metgezellen (Handelingen 10:45). Petrus beval vervolgens Cornelius om zijn vrienden en familieleden te dopen (Handelingen 10:48). Cornelius was hiermee volgens het Bijbelse verhaal de eerste Romeinse niet-joodse christen. In Handelingen 8:34, wordt melding gemaakt van de bekering en doop van de Ethiopische eunuch, waarvan vaak wordt aangenomen dat hij een joodse proseliet was (omdat hij de Hebreeuwse Bijbel las).
Petrus verwees later nog twee keer naar deze ervaringen (Handelingen 11 en 15). Beide zaken gaan over conflicten gebaseerd op joodse tradities in de vroege gemeenschap.

## Interpretatie
Cornelius' bekering markeert het begin van de zogenaamde missie naar de heidenen.
De gelijkheid van joden en heidenen werd geopenbaard aan de apostel Petrus, die het nieuwe perspectief alleen met de hulp van Paulus en Jakobus kon doordrukken (Handelingen 15).
Volgens latere tradities werd Cornelius de bisschop van Caesarea of van Scepsis in de regio Mysia en stierf hij de marteldood. Hij wordt vereerd als een heilige. Zijn feestdag is 20 oktober in de Rooms-Katholieke Kerk en 13 september in de Oosters-orthodoxe kerken.